# La Chapelle, Allier
La Chapelle là một xã ở tỉnh Allier thuộc miền trung nước Pháp.